# Jakob Börjesson
Nils Göran Jakob Börjesson (Kungsbacka, 10 gennaio 1976) è un ex biatleta svedese.

## Biografia
In Coppa del Mondo esordì il 16 marzo 2002 a Lahti (11°) e ottenne l'unico podio il 6 dicembre 2003 a Kontiolahti (3°).
In carriera prese parte a un'edizione dei Giochi olimpici invernali, Torino 2006 (4° nella staffetta), e a due dei Campionati mondiali (7° nella staffetta Chanty-Mansijsk 2003 il miglior piazzamento).

## Palmarès

### Coppa del Mondo
- Miglior piazzamento in classifica generale: 54º nel 2003
- 1 podio (a squadre):
  - 1 terzo posto